# Rafik Khalifa
Pour les articles homonymes, voir Khalifa.
Rafik Khalifa, de son nom complet Abdelmoumen Rafik Khalifa, né le 1er octobre 1966 à Béjaïa, est un pharmacien et un homme d'affaires algérien. Son père est l'ancien ministre Laroussi Khalifa, et son grand-oncle est le poète Mohamed Laïd Al-Khalifa.
Après la création très rapide d'un petit empire économique à la fin des années 1990, il apparaît comme le symbole de la réussite individuelle en Algérie. Mais son groupe fait faillite en 2003 et il est condamné en 2007 par la justice algérienne par contumace à la prison à vie pour détournement de fonds et usage de faux. Il s'est entre-temps réfugié à Londres, où il est arrêté par la justice britannique en 2007 à la suite d'un mandat d'arrêt européen délivré par la France. Le 25 juin 2009, la justice britannique autorise son extradition mais il fait appel. Il est finalement livré aux autorités algériennes le 24 décembre 2013. En juin 2015, il est condamné à dix-huit ans de prison. En juin 2022, cette peine est confirmée en appel  par le tribunal de Blida.

## Biographie

### Ascension
Rafik Khalifa est pharmacien de formation et le fils de Laroussi Khalifa, un ancien ministre sous Ben Bella, fondateur des services secrets algériens, ancien ministre de l'Industrie et de l'Énergie, et ancien président d'Air Algérie.
En 1990, il reprend la pharmacie familiale dans la banlieue d'Alger et réapprovisionne ses stocks en passant par les marchés asiatiques pour contourner les prix élevés au niveau national. Sur cette base, il lance KRG Pharma, un laboratoire de médicaments génériques, et obtient la première autorisation jamais délivrée du ministère de la Santé. Face à l'obsolescence de la banque d'Algérie, il fonde le 12 avril 1998 El Khalifa Bank, qui gère les intérêts de petits actionnaires privés et d'institutionnels liés au gouvernement algérien. Il est alors un proche du premier cercle du président algérien Abdelaziz Bouteflika.

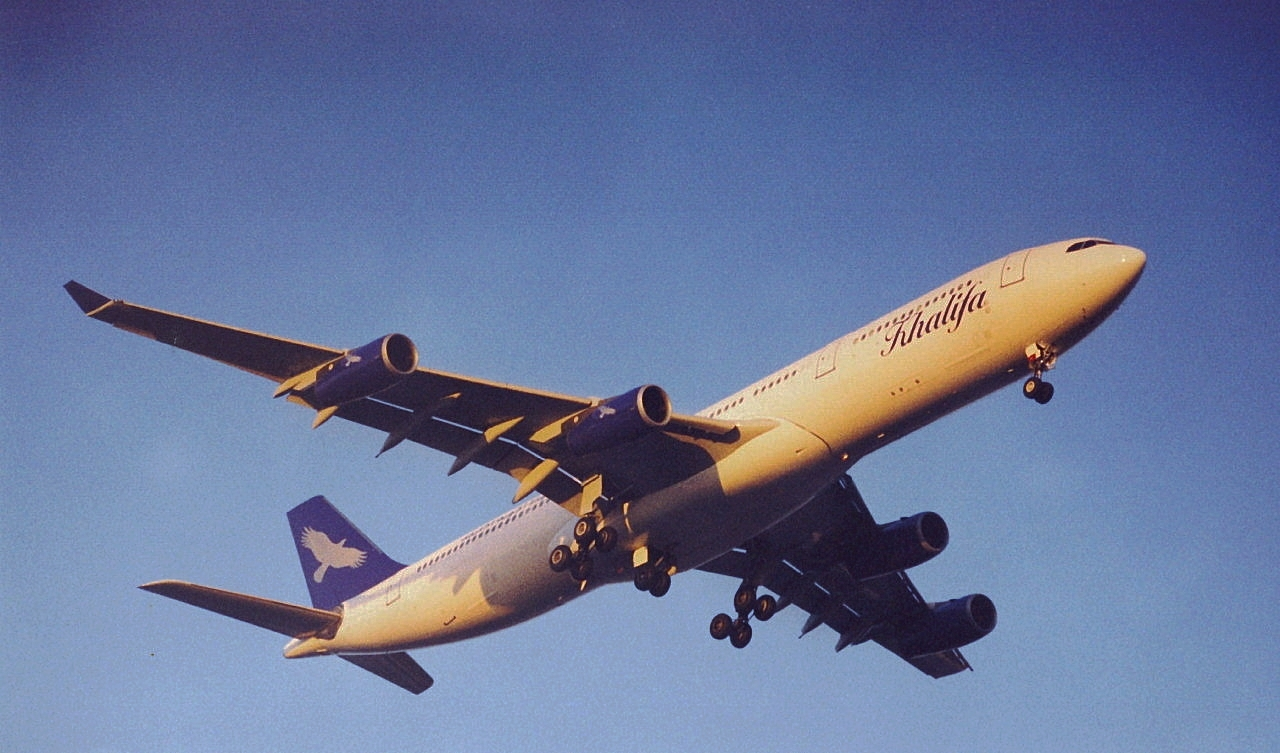
Un Airbus A340 de Khalifa Airways

Quand en janvier 1999, le marché aérien algérien se privatise, Rafik Khalifa lance Khalifa Airways, une compagnie aérienne qui compterait dès son lancement 30 appareils pour vols commerciaux.
Il arrive en 2000 en France pour déployer son groupe à l'international, Il développe ses activités à l'étranger et fonde un groupe qui compte 16 000 salariés. Son groupe comprend : une compagnie aérienne (Khalifa Airways), une société de location de voitures (Khalifa Rent-a-car), une chaîne de télévision française (Khalifa TV), une chaîne d'information en continu britannique (K-News). En 2001, son groupe rachète la banque privée allemande Erste Rosenheimer Privatbank pour gérer un système de collecte des fonds algériens étrangers, et la chaîne de télévision arabophone Arab News Network.
Au printemps 2002, il achète à Cannes un ensemble composé de trois grandes et luxueuses villas : Bagatelle, autrefois propriété de la môme Moineau, Matchotte et Virevent pour un montant de 37 millions d'euros. Le 28 février 2002, il rémunère Catherine Deneuve et Gérard Depardieu pour qu'ils assistent à un match de l'OM, équipe alors sponsorisée par Khalifa Airways. En septembre 2002, Khalifa Airways devient également sponsor du club de rugby CA Bordeaux-Bègles Gironde, mais en deux ans le club n'a jamais vu les 300 000 euros promis par le groupe algérien.

### Chute
La question de l'origine de la richesse de Rafik Khalifa reste un mystère non élucidé : pour les économistes, il est inconcevable que sa pharmacie ait permis de générer assez d'argent pour lancer une banque et une compagnie aérienne en dix ans. Certains avancent que l'argent serait issu des généraux, ces chefs militaires qui se partagent le pactole autour du pétrole et des importations nationales.
Le 27 novembre 2002, après avoir décelé des flux financiers suspects, la Banque d'Algérie bloque les transferts vers l'étranger d'El Khalifa Bank. Le groupe sombre alors rapidement, notamment après qu'en février 2003, trois de ses proches collaborateurs sont arrêtés sur le tarmac de l'aéroport d'Alger - Houari-Boumédiène avec 200 000 euros en liquide. Au début de l'année 2003, une procédure de liquidation judiciaire est ouverte.
L'affaire connaît également des suites judiciaires à Mila, où plusieurs des proches de Khalifa sont inquiétés puis Khalifa lui-même.
Réfugié en Grande-Bretagne, il fait l'objet d'un mandat d'arrêt international et la justice britannique instruit alors l'affaire en vue d'une éventuelle extradition. Sa défense avance alors qu'Abdelmoumène Rafik Khalifa n'est pas le suspect numéro 1  et que la faillite du groupe serait orchestrée par le gouvernement du président algérien Abdelaziz Bouteflika.
Le procès a un important retentissement car il a impliqué plus de cent accusés et plus de deux cents témoins.
En juin 2009, la justice britannique autorise son extradition vers l'Algérie. Le 28 avril 2010, le ministre britannique de l'Intérieur, Alan Johnson, donne son aval à l'extradition de Rafik Khalifa vers son pays, où il a été condamné à la prison à perpétuité. Le 24 décembre 2013, il est remis aux autorités algériennes et directement entendu par le procureur général de la cour de Blida instigatrice de l'affaire, puis emprisonné à la prison militaire de Blida.

### Procès en France
En août 2003, lorsque les mandataires judiciaires perquisitionnent Khalifa Airways, ils constatent la disparition des ordinateurs et de certains avions de la flotte de la compagnie aérienne. Une partie du parc automobile de luxe a également disparu. Le parquet de Nanterre ouvre fin 2003 une information judiciaire pour « abus de confiance, banqueroute par détournement d'actifs, banqueroute par dissimulation de comptabilité, blanchiment en bande organisée ».
En octobre 2014, le tribunal correctionnel de Nanterre condamne Rafik Khalifa à 5 ans de prison et 375 000 euros d'amende pour détournement, « pillage » des actifs de son groupe avant la mise en liquidation judiciaire.

### Procès en Algérie
Pour la sauvegarde de son patrimoine, Rafik Khalifa aurait orchestré la disparition organisée de véhicules de luxe de sa société de location ou la vente à perte de ses villas cannoises à des sociétés situés dans la wilaya de Mila. Une enquête révèle la disparition de 50 millions d'euros d'El Khalifa Bank d'Alger et Khalifa est soupçonné d'avoir dilapidé l'argent des proches du président algérien. Dix-sept enquêtes judiciaires sont alors ouvertes sur les affaires de Rafik Khalifa, qui vit à Londres depuis octobre 2002. Il a été condamné le 22 mars 2007 à la réclusion à perpétuité pour association de malfaiteurs, vol qualifié, détournement de fonds, et faux et usage de faux.
Après un an et plus de cinq mois depuis son incarcération à la prison d'El-Harrach (Alger), à la suite de son extradition de Grande-Bretagne, le 24 décembre 2013, le procès Rafik Khalifa s'est ouvert le 4 mai 2015 au tribunal criminel de Blida. Après deux jours consacrés à la lecture de l'arrêt de renvoi qui comporte 169 pages, le juge commence, le troisième jour, à auditionner l'ancien golden-boy. L'accusé a choisi dans sa stratégie de défense de nier tous les chefs d'accusation pour lesquels il est inculpé.
Dans son réquisitoire, le procureur juge que le but d'El Khalifa Bank « n'était pas l'investissement, mais le pillage de l’argent des déposants ». Le 23 juin 2015, Rafik Khalifa est condamné à dix-huit ans de prison, jugement confirmé en cassation le 15 novembre 2020, et une peine de 18 ans de prison ferme confirmée en appel par le tribunal de Blida le 7 juin 2022.

## Vie privée
Il était marié à Nadia Amirouchen avec qui il a eu une fille, Melissa Nour Djihane.